# Смол Люк
Смол Люк (Маленька Люк), яку раніше називали Люк іу-ханг, є першою інтерсекс-людиною, яка першою відкрито визнала свої біологічні статеві особливості в Гонконзі. Народилася з синдромом часткової андрогенної нечутливості. Лук прожив чоловіком 36 років, а зараз живе жінкою. У 2011 році вона заснувала організацію «Beyond Boundaries — Knowing and Concerns Intersex», яка займається правами інтерсексних людей.

## Передумови
Маленька Люк була першою дитиною її сім'ї. Коли Люк народилася, лікар виявив, що вона є інтерсекс. Люк вважався чоловіком і переніс понад 20 операцій у віці від 8 до 13 років для побудови уретри — протоки, що відводить сечу із сечового міхура. Коли їй було 12 років, операція не вдалася. Лук визнав операцію занадто нестерпною і кілька разів робив спробу самогубства. Записи новин свідчать, що Лук був єдиною людиною, яка вижила серед семи людей, яких у 70-х роках прооперували в гонконгській лікарні Квонг Ва, щоб «виправити» анатомію. Після операції у віці 13 років Люк відмовився від подальшої реконструкції статевих органів.
У підлітковому віці у Люк розвивались молочні залози, вона страждала від спазмів шлунка і бачила кров у сечі. Лікарі пояснили, що її організм не реагує на андроген. Врешті-решт Лук перенесла операцію з видалення чоловічих статевих органів і тепер живе як жінка.
Окрім хірургічного болю, Люк також страждала від знущань з боку однокласників та вчителів.

## Освіта
Незважаючи на минуле, Люк закінчила освіту, отримавши ступінь з соціальної роботи та традиційної китайської медицини, а також магістра з гендерних досліджень у Китайському університеті Гонконгу. Зараз вона керує клінікою цілісного лікування в Гонконзі.

## Адвокація
Смол Люк заснувала організацію «Beyond Boundaries — Knowing and Concerns Intersex» у 2011 році, вона працює над поширенням обізнаності про інтерсексних людей. Цілями організації є підвищення обізнаності громадськості про інтерсексних людей та пропаганду прав інтерсексних людей, включаючи припинення примусової операції з нормалізації статевих органів та терапії конверсії. Лук закликає уряд Гонконгу інформувати громадськість про умови інтерсексів, розширити антидискримінаційні закони, щоб охопити інтерсексних людей та припинити операції на інтерсних дітях Люк була запрошена на різні міжнародні та місцеві заходи включаючи засідання Організації Об'єднаних Націй у Таїланді щоб виступити з питаннями інтерсексних людей та їх прав.